# La Peau du loup-garou
 (avril 2025).
Motif : ou sont les références secondaires centrées qui démontrent l'admissibilité ?
- Archive Wikiwix
- Bing
- Cairn
- DuckDuckGo
- E. Universalis
- Gallica
- Google
- G. Books
- G. News
- G. Scholar
- Persée
- Qwant
- (zh) Baidu
- (ru) Yandex
- (wd) trouver des œuvres sur Wikidata

| 1. | Préciser le motif de la pose du bandeau. | Précisez le motif de la pose du bandeau en utilisant la syntaxe suivante : {{admissibilité à vérifier\|date=mai 2025\|motif=remplacez ce texte par le motif}}                              |
| 2. | Informer les utilisateurs concernés.     | Pensez à avertir le créateur de l'article, par exemple, en insérant le code ci-dessous sur sa page de discussion : {{subst:avertissement admissibilité à vérifier\|La Peau du loup-garou}} |

La Peau du loup-garou (Werewolf Skin) est un livre de la collection Chair de Poule, écrit par Robert Lawrence Stine. Il contient 32 chapitres.

## Résumé de l'histoire
Alex, grand amateur de photographie, vient passer quelques jours chez son oncle et sa tante, tous les deux photographes, pour Halloween. Mais là-bas, il découvre que tout le monde croit fermement à l'existence des loups-garous, tout le monde en est persuadé à tel point qu'Alex se demande si ce n'est pas vrai, surtout que ses voisins, les Malwins, restent cloîtrés dans leur maison, appellent la tante d'Alex dès que celui-ci regarde vers leur demeure, et surtout... ils ne sortent que la nuit... Avec de la fourrure, des griffes et des crocs... Les vacances d'Alex chez son oncle et sa tante vont vite virer au cauchemar !

## Commentaire
Ce livre a eu droit a son adaptation en épisode divisée en deux parties dans la Saison 3 de la série télévisée canadienne Chair de poule sous le titre La Peau du loup bien qu'il s'agisse évidemment de la même histoire.